# Дайдзісен
Дайдзісен / Дайджісен (大辞泉, "Велике джерело слів / мудрості) — це японський словник загального призначення, виданий «Сьоґакукан» в 1995 і 1998 роках. Він створювався як словник «усе-в-одному» для тих, чия рідна мова японська, зокрема для старшокласників та студентів.

## Історія
«Сьоґакукан» планував «Дайдзісен» як прямого суперника популярного настільного словника Іванамі «Кодзіен», який лишався бестселером протягом трьох видань (1955, 1966, 1963). «Дайдзісен» спіткав успіх двох інших конкурентів «Кодзіена»: «Дайдзіріна» («Великий сад слів», 1988, 1995, 2006)  від «Сансейдо» та «Ніхонґо дайдзітен» ("Великий словник японської мови, 1989, 1995) з кольоровими ілюстраціями від «Коданся». Усі ці словники важили приблизно кілограм і складалися десь із 3000 сторінок. 
Перше видання «Дайдзісена» (1995) включало понад 220,000 статей і 6000 повнокольорових ілюстрацій і фотографій. Головний редактор Акіра Мацумура (松村明, Мацумура Акіра, 1916—2001) також виконував обов'язки головного редактора «Дайдзіріна», словника, який напряму конкурував із цим. До редакторів «Дайдзісена» входили ще Акіхіко Ікеґамі (池上秋彦), Хіросі Канеда (金田弘) та Кадзуо Суґідзакі (杉崎一雄). «Сьоґакукан» також випустив CD-ROM версію (1997) першого видання.
«Доповнене і виправлене» видання «Дайдзісена» (1998) складалося більше із виправлень, аніж із доповнень: мало 2978 сторінок, порівняно з 2938 першого видання. Стверджується, що в обох виданнях «понад 220,000 заголовних слів».

## Характеристики
«Дайдзісен» і «Дайдзірін» мають більше спільного, аніж лексикографічне керівництво Мацумури та схожі назви («Велике джерело/ліс слів»). Ці два словники поділяють багато підходів у дизайні та наповненні. Обидва розташовують тлумачення слів за найбільш вживаним спершу (як «Словник американської спадщини»), на відміну від традиції «Кодзіена» розташовувати за найдавнішими записаними тлумаченнями (як «Оксфордський словник англійської мови»). Порівняймо відповідно їхні визначення hyōsetsu (剽窃 «плагіатити»).
- «Дайдзірін»: 他人の作品・学説などを自分のものとして発表すること。"Брати роботи, теорії тощо іншої людини і публікувати їх як свої".
- «Дайдзісен»: 他人の作品や論文を盗んで、自分のものとして発表すること。"Красти роботи або твори іншої людини і публікувати їх як свої".

Деякі подібності між цими словниками очевидні: у другому виданні «Дайдзіріна» (1995) Мацумури додалося певне число повнокольорових ілюстрацій, включаючи таблицю з 168 назвами кольорів (色の名), а в «Дайдзісені» (1995) з'явилася таблиця 358 кольорів (カラーチャート色名).
«Дайдзісен» не повністю наслідує «Дайдзірін» і має певні помітні відмінності. Серед вдосконалень «Дайдзісена» — візуально привабливіший дизайн, більш сучасніші приклади вживання та деякі допоміжні властивості макету. Наприклад, спеціальні колонки вказують на примітки вживання для таких тем, як синоніми, суфікси та навіть нетипове читання кандзі (nanori 名のり «спеціальне читання імен» та nandoku 難読 «складне прочитання»).

## Публікації

### Друковані видання
- Перше видання (1995-12-01)

- Виправлене видання (1998-?-?)

- Друге видання (2012-11-02)

### Онлайн-пошуковики
Вміст «Дайдзісена» був використаний в інших сайтах-словниках, таких, як:
- Yahoo! Jisho (Yahoo!辞書)
- goo Jisho (goo辞書)
- kotobank (デジタル大辞泉)

Версії бази даних позначаються квітнем, серпнем та груднем кожного року, оновлення випускаються приблизно щочотири місяця.

### Електронні версії
- DVD-видання: Включило в себе друге видання друкованої книжки.

- Версія1.00 (2012-11-02)
- Версія 2.00 (2013-10-03)
- Версія 3.00 (2014-10-08)
- Версія 4.00 (2015-11-26)

- Версії для завантаження: доступні для au Smart Pass, Android, iOS, Windows. Версії бази даних та графік оновлень такі самі, як і у версіях онлайн-пошуковиків.

## Рецензії
Японський лексикограф Том Ґаллі (1999) аналізує «Дайдзісен» наступним чином:
«Цей словник у багатьох аспектах видається клоном „Дайдзіріна“. Не тільки тому, що один і той же професор Токійського університету зазначений як редактор — хоча важливо зазначити, що імена, які з'являються на обкладинках японських словників, часто мало відносяться до людей, які насправді виконували роботу; прикладом може слугували „Кодзіен“: навіть найновіші видання подають редактором одного Сіммуру Ідзуру 新村出, який помер ще в 1967 — але й тому, що тлумачення в „Дайдзісені“ точно слідують за тлумаченнями „Дайдзіріна“. Він також повторює практику „Дайдзіріна“ ставити сучасні значення першими у визначеннях. Я помітив дві головні відмінності: „Дайдзісен“ має кольорові зображення, тоді як „Дайдзірін“ використовує лінійні малюнки — напрочуд очевидна відмінність — і що приклади вживання речень та виразів у „Дайдзісені“ більш часто звертаються до живої мови, аніж до цитування класичної літератури. Завдяки останньому я спершу беруся за „Дайдзісен“, коли пишу японською і хочу перевірити, як слова використовуються в контексті». 

Бібліограф та каталогізатор Ясуко Макіно (2002) описує «Дайдзісен» так:
У цьому простому для використання словнику об'єдналися понад 220,00 слів, включно з архаїзмами, технічними термінами, географічними назвами, іменами та іншими власними назвами, однак із акцентом на сучасних словах.

Численні приклади вживання, пояснення тонких відмінностей кожного слова у вживанні, рясний перелік синонімів та 6,000 повнокольорових ілюстрацій — лише кілька його сильних сторін. Однією з унікальних характеристик цього словника є список останніх елементів, який функціонує як словник зворотнього порядку. Містить детальні кольорові таблиці. Може слугувати як kokugo jiten [китайсько-японський словник кандзі], kogo jiten [класичний японський словник], katanago jiten [словник запозичень катаканою] та енциклопедія.
Опис перегукується з анотацією «Сьоґакукан», що «Дайдзісен» — це «усе-в-одному, багатофункціональний словник».

## Маркетинг
Реклама «Дайдзісена» (あなたの言葉を辞書に載せよう。) стала фіналістом ACC у 2014 на 54-му Фестивалі ACC CM у номінації інтерактивності.